# Lokvica
 Ovo je glavno značenje pojma Lokvica. Za naselje u općini Makedonski Brod, Sjeverna Makedonija pogledajte Lokvica (Makedonski Brod, Sjeverna Makedonija).
Lokvica je naselje u Hrvatskoj u općini Brod Moravice. Nalazi se u Primorsko-goranskoj županiji.

## Zemljopis
Sjeverozapadno su Pauci, Šepci Podstenski, Zahrt i Čučak, sjeverno su Moravička Sela, sjeveroistočno su Delači, Maklen i Gornji Kuti, istočno su Brod Moravice, jugoistočno je Donja Dobra, jugozapadno je Gornja Dobra.

## Stanovništvo
| broj stanovnika | 62    | 82    | 75    | 97    | 101   | 97    | 77    | 84    | 73    | 96    | 99    | 99    | 71    | 52    | 42    | 38    | 21    |
|                 | 1857. | 1869. | 1880. | 1890. | 1900. | 1910. | 1921. | 1931. | 1948. | 1953. | 1961. | 1971. | 1981. | 1991. | 2001. | 2011. | 2021. |